# Dašak slobode
Dašak slobode je 79. epizoda strip serijala Ken Parker. Objavljena je u br. 18. i 19. Ken Parkera izdavačke kuće System Comics u septembru, odn. oktobru 2005. godine. Obe sveske koštale su po 120 dinara (1,75 $; 1,45 €). Epizodu je nacrtao Ivo Milazzo, a scenario napisao Đankarlo Berardi. Epizoda je imala ukupno 164 strane. 1. deo epizode imao je 78 strana (str. 13-90), a drugi 86 (str. 3-88).

## Originalna epizoda
Originalna epizoda objavljena je premijerno u Italiji u tri dela u Ken Parker Magazinu br. 30-32, koji su izašli u julu, avgustu i septembru 1995. godine. Svaki deo imao je poseban naziv - Un soffio di libertà (56 str), La rivolta (54 str.) i Il sapore della vendetta (54 str.). Cena svakog Magazina iznosila je 7.000 lira (4,44 $; 6,08 DEM).

## Kratak sadržaj
Nakon hapšenja, Ken stiže u zatvor okruga Džekson (Oregon) poznat po brutalnom ophođenju čuvara prema zatvorenicima. Upravnik Lesli Kompton-Skot pokušava da reformiše zatvor da bi pokazao kako je moguće da zatvorenici žive u humanijim uslovima. Međutim, stražari ne prihvataju ovakvu direktorovu politiku. Pod vođstvom šefa Mura, oni mimo upravnikovog znanja maltretiraju zatvorenike.
Ken ubrzo ulazi u sukob sa čuvarima i zaršava u tamnici. Kada se u zatvor vraća zatvorenik Šut, koji je pobegao pre Kenovog dolaska, on je najpre bačen u tamnicu zajedno sa Kenom, a potom i brutalno ubijen. Vremenom među zatvorenicima sazreva raspoloženje za neposlušnost. Konačno, zatvorenici započinju pobunu i preuzimaju vlast u zatvoru. Njihov jedini zalog su Lusi i Agnješ, supruga i ćerka upravnika Lesija, koje zatvorenici su uhvatili.
Sve se to dešava u trenutku u kome novinari lokalnih novina dolaze u posetu upravniku sa idejom da naprave reportažu o humanijem zatvoru. Uprava započinje pregovore sa Kenom, kao predstavnikom zatvorenika, koji ističe glavni zahtev – da se Mur, kao kolovođa mučiteljskog ponašanja, zakonski kazni. Njega smatraju najodgovornijim za Šutovu smrt i nehuman tretman ostalih zatvorenika. Kao znak dobre volje, Ken je spreman da oslobodi upravnikovu ćerku ako dobije garancije da će Mur biti kažnjen. U zatvor tada stiže i vojska koja nije raspoložena za pregovore sa zatvorenicima, već želi da ih vojno porazi i brzo okonča pobunu. Ne čekajući ishod pregovora, vojska napada zatvor i pravi pokolj među zatvorenicima.